# Maquis de Bir Hacheim
Cet article concerne le maquis de Charente. Pour le maquis du sud du Massif central, voir Maquis Bir-Hakeim.
Pour les articles homonymes, voir Bir Hakeim.
Le maquis de Bir Hacheim est le nom donné en 1943 par Claude Bonnier à l'ensemble des maquis de Charente qu'il vient de restructurer, en hommage à la bataille de Bir Hakeim.

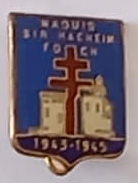
insigne maquis Bir Hacheim

## Les débuts de Bir Hacheim
C'est à la suite des arrestations dans tout le grand Ouest, après celle d'André Grandclément, chef de la zone B, et celles faisant suite à un parachutage manqué à Taponnat qui coûte la vie à plus de trente patriotes que le trio André Chabanne, dit « Blanqui », Guy Pascaud, dit « You », et Hélène Nebout, dite « chef Luc », installe le premier groupe dans le secteur de Chasseneuil.
René Chabasse, revenu en Charente comme chef des opérations aériennes, organise une zone d'atterrissage dans une boucle de la Charente entre Vibrac et Angeac et y récupère le 1er avril 1943 les armes nécessaires au maquis Bir Hacheim, de Chasseneuil comme de Saint-André près de Cognac. René Chabasse est arrêté à Angoulême le 21 février 1944. Il s'échappe et meurt abattu dans la rue, à l'âge de 22 ans.

## Affiliation à l'Armée Secrète
Claude Bonnier est chargé de la réorganisation de toute la région B, dont les maquis charentais font partie.
À partir d'octobre 1943 et l'affiliation à l'armée secrète, le maquis reçoit une subvention ; plus tard il se finance avec des bons remboursables à la libération. Il passe de 100  à   500 hommes, pour représenter à la libération de la Charente 1 800 combattants, toutes sections confondues.
En mars 1944, Pascaud est arrêté puis déporté, Nebout est en fuite et Chabanne continue le travail d'organisation.

## Bilan des opérations
En plus des renseignements qui ont permis les bombardements ciblés de la gare d'Angoulême comme de l'aérodrome de Cognac-Châteaubernard, les actions ont été multiples : Raymond Troussard décompte plus de 100 véhicules détruits, 1 000 Allemands mis hors de combat, de multiples coupures de routes et de voies de chemin de fer ayant empêché une partie de l'armée allemande de rejoindre le front de Normandie.
Les maquis convergent sur Angoulême fin août et la ville est libérée le 31 août.
Sous les ordres du général de Larminat, 1 800 hommes du maquis Bir Hacheim continuent la lutte au sein de l'armée constituée pour libérer Royan puis La Rochelle. Ils se battent jusqu'au 8 mai 1945.

### Sources
- Raymond Troussard, Le maquis charentais Bir Hacheim, 1981, SAJIC Angoulême, dépôt légal n°1455
- Jacques Mordal, Bir Hacheim, Paris, Amiot + Dumont, 1952.